# 기온시조역
기온시조역(일본어: 祇園四条駅)은 일본 교토부 교토시 히가시야마구에 위치한 게이한 전기철도 게이한 본선의 역이다. 현지인들은 당역을 포함한 주변 지구를 시조케이한이라고 부르는 경우가 많다. 역 번호는 KH39이다.

## 역 구조
섬식 승강장 1면 2선의 지하역이다. 시조 대교 즈메, 가와바타도리와 시조도리와의 교차로 바로 밑에 위치한다. 지하 1층 대합실은 가와바타도리가 남북한으로 시조도리의 동쪽으로 확장된 볼록 모양을 이루고 있어 시조도리 측에 역 사무실이 위치하고 있다. 개찰구는 북쪽 개찰구와 남쪽 개찰구 2곳, 승강장은 지하 2층에 있다.
대합실 층의 개찰 외의 자동 매표기와 정기권 매장 사이에 ATM코너가 설치되어 있다.
장애자 대응 엘리베이터는 플랫폼 층으로 대합실과의 사이는 남쪽 개찰구 내에 대합실과 지상 사이는 대합실의 역 사무소의 동쪽과 가와바타시조 네거리 히가시이리 북쪽의 버스 정류장 앞을 연결한다. 휠체어 대응 화장실은 남쪽 개찰구 안쪽에 있다.
에스컬레이터는 남쪽 개찰 내에 상하행 각 1기, 대합실과 지상을 연결하는 것은 2기의 노보리 에스컬레이터로 시조 대교 사거리의 북서쪽 모퉁이로 나온다.
역 승강장의 색깔은 부유의 부와 에너지를 상징한 황색이 채용되었다.

### 승강장
| 번호 | 노선          | 방향 | 행선                                                         |
| ---- | ------------- | ---- | ------------------------------------------------------------ |
| 1    | ■ 게이한 본선 | 상행 | 산조・데마치야나기 방면                                      |
| 2    | ■ 게이한 본선 | 하행 | 주쇼지마・히라카타시・교바시・요도야바시・나카노시마 선 방면 |

※ 두 승강장의 유효 길이는 8량이다. 자동 방송의 편성장 안내는 과거에는 2번 선만 삽입되었지만 2008년 10월 다이어 개정 시점에서는 1번 선에서도 행해지고 있다.

## 이용 현황
| 연도   | 하차 인원 | 승차 인원 |
| ------ | --------- | --------- |
| 2007년 | 51,241    | 23,309    |
| 2008년 | 47,363    | 23,458    |
| 2009년 | 45,375    | 22,101    |
| 2010년 | 43,416    | 21,370    |
| 2011년 | 44,748    | 22,060    |
| 2012년 | 45,776    | 22,507    |
| 2013년 | 44,570    | 22,603    |
| 2014년 | 48,277    | 24,542    |
| 2015년 | 51,555    | 25,525    |

## 역 주변
역 동쪽은 기온의 번화가이다. 시조 대교 사거리에 접하면서 미나미자가 있고 그 맞은편에는 쇼와 초기의 명건축인 "기쿠스이 빌딩"(레스토랑 기쿠스이), 북쪽의 시영 오토 주차장을 끼고 이즈쓰야스하시혼포 본점의 본점인 "기타자 빌딩"이 있다. 시조 도리에서 동쪽으로 움직이면 야사카 신사의 돌 계단과 맞닿는다. 더 동쪽에는 마루야마 공원, 지온인이 있다.
- 기온 회관
- 고다이지
  - 고다이인의 무덤
- 교토 료젠 호국 신사
  - 료젠 묘지
- 에도 막부 말기 유신 뮤지엄 "료젠 역사관"
- 기요미즈데라 - 도보로 약 25분 걸린다.
- 다카시마야
- 가와라마치 OPA
- 교토 마루이
- 후지이 다이마루

## 인접역
| 게이한 전기철도 ■ 게이한 본선     | 게이한 전기철도 ■ 게이한 본선                              | 게이한 전기철도 ■ 게이한 본선 |
| --------------------------------- | ---------------------------------------------------------- | ----------------------------- |
| KH37 시치조 요도야바시 방면       | ■ 쾌속특급 ■ 특급 ■ 통근 쾌속 (평일 하행 운전) ■ 쾌속 급행 | 산조 KH40 데마치야나기 방면   |
| KH38 기요미즈고조 요도야바시 방면 | ■ 급행 ■ 통근 준특급 (평일 하행 운전) ■ 준특급 ■ 보통      | 산조 KH40 데마치야나기 방면   |